# Nojpetén

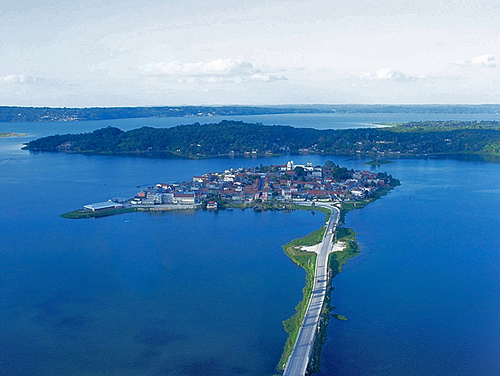
L'illa que era el lloc de Nojpetén ara es una ciutat moderna de Flores

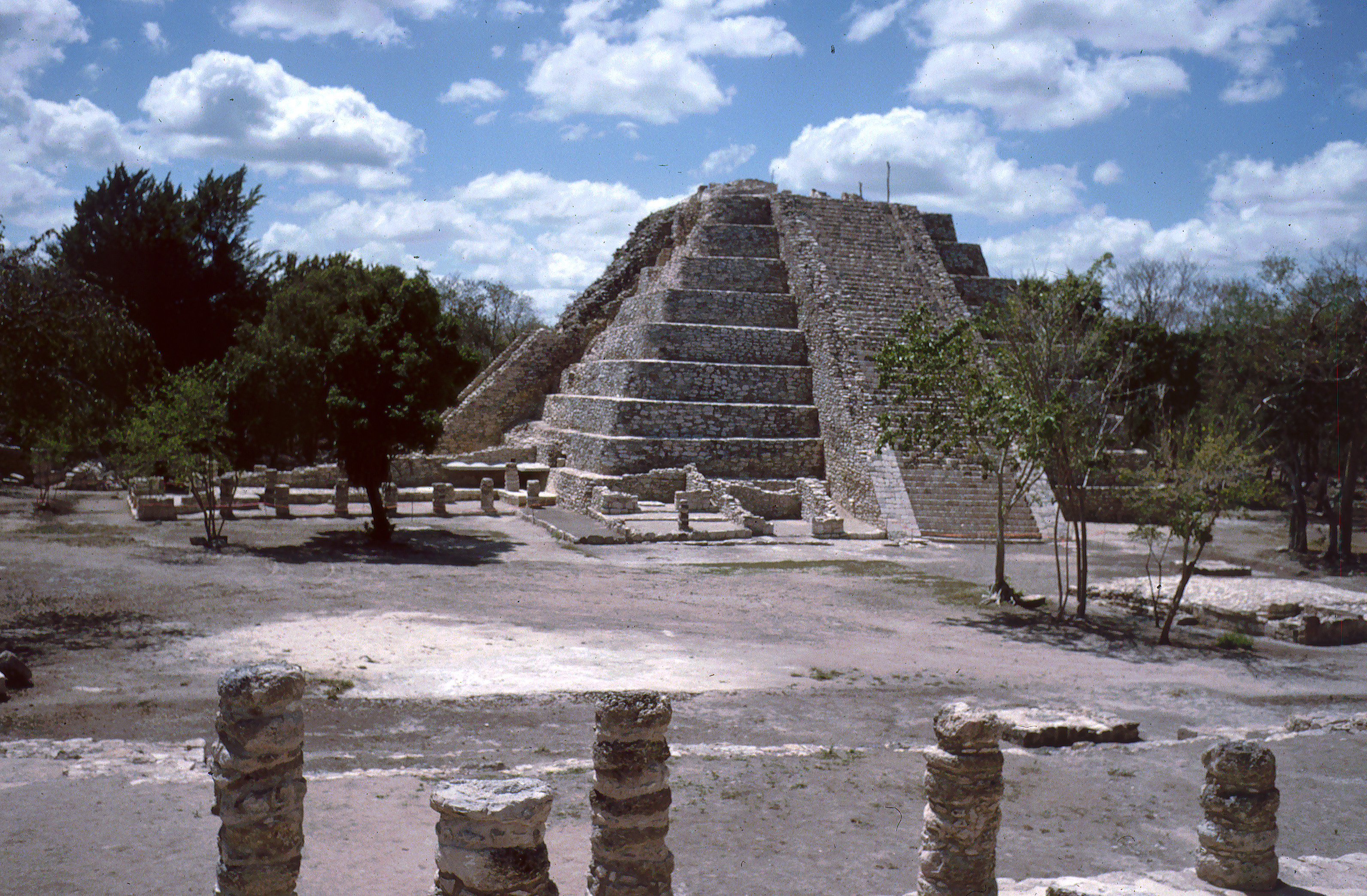
La piràmide principal de Nojpetén és molt similar a la del castell de Mayapan

Nojpetén (també escrit Noh Petén, i també conegut com a Tayasal) va ser la capital de la Itzá Maya regne de Petén Itzá, situat en una illa al Llac Petén Itzá a l'actual departament del Petén, al nord de Guatemala. L'illa és ara ocupada per la ciutat moderna de Flores, la capital del departament de Petén, i ha tingut una ocupació ininterrompuda des de temps pre-Colombians. Nojpetén tenia una muralla construïda sobre la terra baixa de l'illa; es creu que va ser construït a correcuita per la Itzá en un moment en què es van sentir amenaçats per l'envanit espanyol o per altres grups Maies.

## Etimologia
Escrivint molts anys després del seu viatge a Petén, el conquistador Bernal Díaz del Castillo va anomenar la ciutat Tayasal ; això sembla haver estat una hispanització de la llengua Itza ta itza ("al lloc de la Itza"). El rei Itza, Kan Ek, es va referir a la ciutat amb el nom de Nojpetén quan va parlar amb els espanyols el 1698. Nojpetén, de la Itza noj peten, significa "gran illa".

## Fundació
Les primeres traces arqueològiques de l'illa es remunten al 900-600 aC, amb una important expansió del poblat al voltant del 250-400 AD. documents etnohistòrics identifiquen la fundació de Nojpetén a mitjan segle xv. Aquests relacionen que Nojpetén va ser fundat quan els Itza van fugir cap al sud al voltant del 1441–1446, després que van ser deposats pel Xiu Maya a Mayapan. Quan es van establir a l'illa, van dividir la seva nova capital en quatre trimestres basats en grups de llinatge.